# Aquincum
Aquincum (tiếng Latinh: [aˈkᶣɪŋkũː], tiếng Hungary: [ˈɒkviŋkum]) là một thành phố cổ đại, nằm ở biên giới phía đông bắc của tỉnh Pannonia thuộc Đế chế La Mã. Cho đến ngày nay, người ta vẫn có thể tìm thấy những di tích của nó ngay tại Budapest, thủ đô của Hungary.
Nhiều người cho rằng, vua Marcus Aurelius hoàn thành một phần cuối sách Tùy tưởng lục của ông ở Aquincum.

## Lịch sử

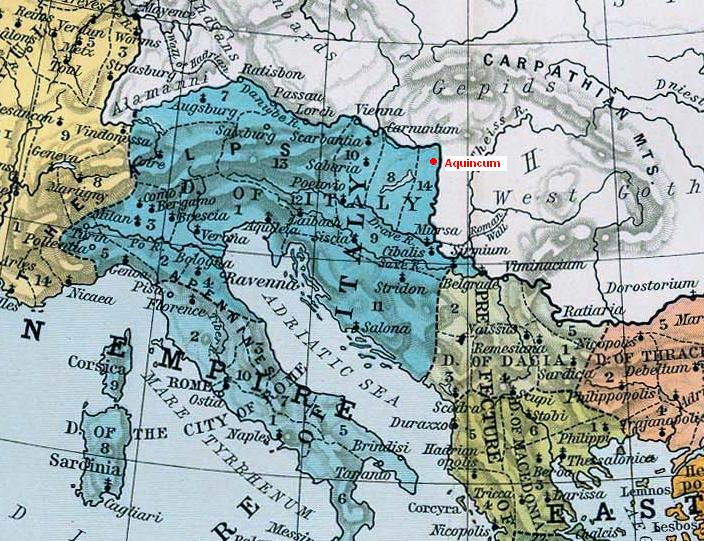
Vị trí của thành phố trong Đế chế La Mã

Aquincum ban đầu là nơi sinh sống của Eravisci, một bộ tộc người Celt, sau này thì trở thành căn cứ quân sự (castra), một phần của hệ thống bảo vệ biên giới có tên Biên thành La Mã.
Vào khoảng năm 41–54 sau công nguyên, 500 kị binh tiến nhập vào nơi đây trước khi một quân đoàn La Mã gồm 6.000 người Legio II Adiutrix) chiếm đóng cả thành phố vào năm 89 sau công nguyên. Vào năm 106 sau công nguyên, cùng với sự phát triển của thành phố xung quanh pháo đài và sự tái tổ chức của Pannonia, Aquincum trở thành thủ phủ của vùng Hạ Pannonia La Mã. Vị thế này giữ vững cho tới cuộc cải cách hành chính của Diocletian vào hơn một trăm năm sau.
Dưới thời Hadrianus, thành phố trở thành một đô thị phát triển trái ngược với thời Septimius Severus, Aquincum chịu cảnh của một thuộc địa.
Thành phố là trung tâm của các hoạt động trên biên giới La Mã nhằm chống lại các bộ tộc Iazyges lân cận, Aquincum đôi khi còn là nơi trú ngụ của các vị vua.
Vào cuối thế kỉ thứ hai, dân số của thành phố có thể lên tới con số 30.000, bao phủ một phần đáng kể khu vực quận Óbuda, Budapest ngày nay. Những tàn tích của những công trình kiến trúc La Mã từ thế kỉ 2 và 3 sau công nguyên qua những cuộc khai quật cho thấy nơi đây từng là trung tâm thương mại của tỉnh Pannonia. Những tàn tích này xuất hiện ở các khu vực khác của Budapest, đặc biệt là Contra-Aquincum.
Từ đầu thế kỷ thứ 3 Cơ đốc giáo bắt đầu truyền bá trong thành phố.
Vào giữa thế kỷ thứ 4, người Sarmatia từ phía bắc, liên tục mở các cuộc tấn công vào Aquincum. Khi Đế chế La Mã suy tàn, thành phố cổ đại rơi vào cảnh phá hủy phần lớn vào năm 350 sau công nguyên. Cho tới năm 409 sau công nguyên, nơi đây trở thành thuộc địa của người Đức và Huns.

## Tòa nhà định cư

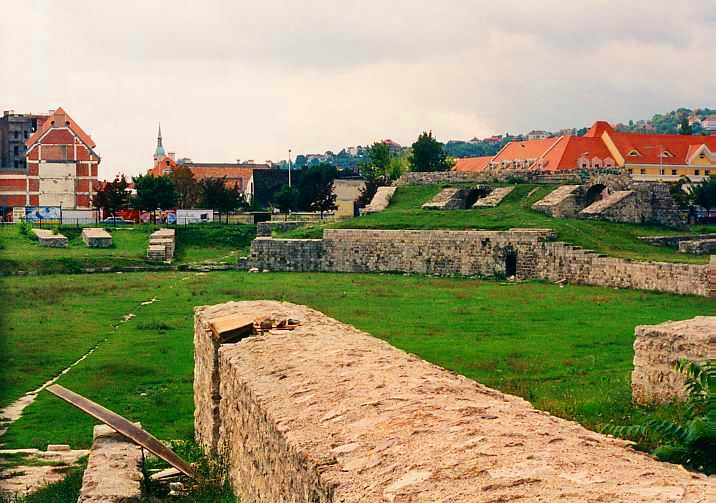
Nhà hát quân đội Aquincum, Budapest, 1996

Những người dân sống trong khu định cư có thể tận hưởng những thành tựu của Đế chế tiêu biểu như: hệ thống sưởi ở trung tâm trong các ngôi nhà, phòng tắm công cộng, Mithraeum và cung điện. Cùng với đó các di tích quan trọng bậc nhất ở Aquincum là hai giảng đường: giảng đường Aquincum và Nhà hát quân đội Aquincum, xây dựng vào thế kỷ 1 sau công nguyên. Đây cũng là những địa điểm tổ chức nhiều trận chiến khốc liệt giữa các chiến binh hoặc chiến binh với dã thú.

## Bảo tàng Aquincum
Bảo tàng Aquincum là nơi lưu trữ nhiều bảo vật lịch sử của thành phố. Bảo tàng trưng bày sự tái tạo của hệ thống thủy lực, cùng với những ngôi nhà La Mã và bức tranh phục hồi tại chỗ. Cho đến ngày nay một số dấu vết về đường uống nước vẫn tồn tại xung quanh thành phố.